# Orde van de Verdedigers van het Rijk
De Illustere Orde van de Verdedigers van het Rijk (Maleis: "Darjah Yang Mulia Pangkuan Negara", Engels: "the Illustrious Order of the Defender of the Realm") werd op 21 augustus 1958 door Koning Abdul Rahman van Maleisië ingesteld.
Deze Ridderorde wordt verleend voor bijzondere verdiensten aan de Maleisische federatie.

## De Graden van de Orde
| Lint volgens de graden | Lint volgens de graden | Lint volgens de graden |
| ---------------------- | ---------------------- | ---------------------- |
| S.M.N.                 | P.M.N.                 | J.M.N.                 |
| K.M.N.                 | A.M.N.                 | P.P.N.                 |

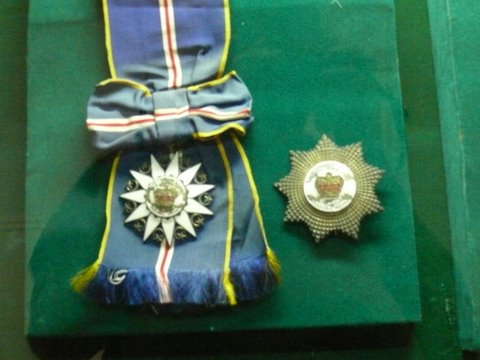
Ster en lint in de kraton van Djokjakarta

- Ridder-Grootcommandeur in het Maleis "Sri Maharaja" of "Seri Maharaja Mangku Negara" geheten.

Deze graad wordt niet vaker dan 25 maal toegekend, buitenlandse Grootcommandeurs die de graad als honoraire onderscheiding ontvangen, niet meegeteld.
De Grootcommandeurs dragen een negenpuntige verguld zilveren ster op de linkerborst. Zij dragen hun kleinood aan een breed lint over de rechterschouder of aan de keten.
- Ridder-Commandeur, in het Maleis "Panglima" of "Panglima Mangku Negara" geheten.

Deze graad wordt niet vaker dan 75 maal toegekend, buitenlandse Commandeurs die de graad als honoraire onderscheiding ontvangen, niet meegeteld.
De Panglima Mangku Negara dragen op de linkerborst een verguld zilveren zespuntige ster.Zij dragen hun kleinood aan een breed lint over de rechterschouder.
- Commandeur of "Companion", in het Maleis "Johan" of "Johan Mangku Negara" geheten.

De 700 commandeurs dragen de ster aan een lint om de hals.
- Officier, in het Maleis "Ksatriya" of "Kesatria Mangku Negara" geheten.

Zij dragen het kleinood aan een lint met rozet.
- Lid, in het Maleis "Ahli" of "Ahli Mangku Negara" geheten.

Zij dragen het kleinood aan een lint.
- Medaille, in het Maleis "Pingat" of "Pingat Pangkuan Negara" geheten.

De zilveren medaille heeft op de voorzijde een kroon met de motto's "DIPELIHARAKAN ALLAH’ en PANGKUAN NEGARA’. De medaille werd op 9 augustus 1960 gesticht.
De in de orde opgenomen heren en dames mogen de letters SMN, PMN, JMN, KMN en AMN achter hun naam plaatsen.De twee hoogste graden verlenen adeldom. De desbetreffende titels "Tun" en "Tan Sri" worden wel met prins en markies vertaald.
Het lint van de Orde is blauw met een centrale wit-rood-witte streep en gele biezen, behalve "Panglima" grade, met een centrale geel-rood-geel streep en witte biezen.
De zware gouden keten bestaat uit afwisselend gouden en blauw geëmailleerde schakels met daarop de schilden van de Maleisische staten en sultanaten.